# ウェルネスコンサルティング
ウェルネスコンサルティングは、東京都新宿区新宿に本社を置く、アロマ空間デザイン、アロマの蒸留、アロマスクールの事業、アロマ製品のOEMを展開する企業。香りのOEMも展開しており、企業の販促品やノベルティ、記念品・贈答品の製作も行っている。Air/Aromaの正規販売代理店。

## 概要
アロマの専門知識と経験を活かし、企業や店舗向けにアロマ空間デザインサービスを提供している。
自社ブランド「AOI'sAROMA」を運営し、独自の業務用アロマディフューザーシリーズも展開している。
アロマ空間デザインビジネスを行う代理店を育成するトレーニングプログラムを実施しており、認定を受けた代理店が全国に存在する。
持続可能な取り組みも行っており、アロマに関する教育や研究も進めている。

## 特色
個人向けの企業とは異なり、法人向けに天然アロマを主体とした専門的な提案を行っている。東京・関東を中心に、関西や北陸・北海道含め、全国に200ヶ所以上の実績を持つ。自社独自のオリジナルディフューザー「Aroauto」「Arostar」をリリースしている。
2013年12月には、英国ロスチャイルド家からバロネス・シャーロット・ドゥ・ロスチャイルドを招いた「英国ロスチャイルドからの歌声」にて、アロマ空間デザインを全面指揮。
また、持続可能な社会の実現に向けて、アップサイクル事業（蒸留事業）を通じて環境問題にも取り組んでいる。特に、マイクロプラスチック問題に対する意識を高め、天然素材の利用とリサイクルを推進している。
なお、蒸留事業で生産された製品は、地域の特産品として、ふるさと納税の返礼品としても提供されている。

## 沿革
- 2008年1月 - 東京都中野区にて創業
- 2010年1月 - ウェルネスコンサルティング開業
- 2011年9月
  - イギリスRoyal Surrey County Hospitalのアロマテラピーを視察
  - 日本プレベントメディカルスペシャリティ協会にて講演
- 2012年
  - 1月 - アロマ空間デザインスクール事業開始
  - 3月 - ウェルネスコンサルティング株式会社設立
- 2013年
  - 4月 - 株式会社文芸社「アロマ物語」監修
  - 12月 - 「英国ロスチャイルドからの歌声」香りの演出監修
- 2014年9月 - 現代QOL学会第2回学術大会で講演
- 2015年10月
  - フランスアートウォッチAKTEOのイメージアロマをプロデュース、記者発表会
- 2017年
  - 1月 - 産経新聞社「フジサンケイビジネスアイ」に掲載
  - 5月 - 千葉テレビ「元木大介がセレクト!ビジネス隠し玉企業2017」出演
- 2019年5月 - 中野区から新宿区へ本社移転
- 2022年
  - 9月 - 茨城県守谷市にラボ設立、アロマ蒸留事業開始
  - 10月 - 「香りデザイン東京」出展
  - 12月 - 蒸留製品が守谷市のふるさと納税返礼品に登録
- 2023年
  - 1月 - 乃村工藝社ライブラリーに出展
  - 9月 - 「AI-Aroma」リリース
  - 10月 - 「ウェルネスアロマウィーク2023」開催[12]
  - 12月 - オリジナルディフューザー「Aroauto」「Arostar」リリース[13]
- 2024年5月 - 本社を新宿区内で移転